# Kōtarō Hayashi
Kōtarō Hayashi (japanisch 林 幸多郎 Hayashi Kōtarō; * 16. November 2000 in der späteren Stadt Ureshino, Präfektur Saga) ist ein japanischer Fußballspieler.

## Karriere
Kōtarō Hayashi erlernte das Fußballspielen in der Jugendmannschaft von Sagan Tosu sowie in der Universitätsmannschaft der Meiji-Universität. Seinen ersten Profivertrag unterschrieb er am 1. Februar 2023 beim Yokohama FC. Der Verein aus Yokohama, einer Stadt in der Präfektur Kanagawa, spielt in der ersten japanischen Liga. Sein Erstligadebüt gab Kotaro Hayashi am 4. März 2023 (3. Spieltag) im Heimspiel gegen die Kashima Antlers. Bei der 1:3-Heimniederlage wurde er in der 72. Minute für Kento Hashimoto eingewechselt. Am Ende der Saison 2023 musste er mit Yokohama als Tabellenletzter wieder in die zweite Liga absteigen. Nach dem Abstieg verließ er den Verein und schloss sich im Januar 2024 dem Erstligaaufsteiger FC Machida Zelvia an.